# 沢井里奈
沢井 里奈（さわい りな、1993年10月5日 - ）は、歌手、タレント、女優である。株式会社シンシア・エフォート所属。愛知県名古屋市出身、身長162cm、血液型A型。アイドルグループdelaの元キャプテン（2021年4月17日まで所属）イメージカラーは水色。2人組ユニット『キヨサワセイナ』としても、元OS☆Uリーダー清里千聖と活動していた。愛称は「りなサワー」。愛知淑徳大学卒業。

## 概要
1993年10月5日生まれ、愛知淑徳大学卒業。 愛知県名古屋市を中心に活動するアイドルグループ“dela”のキャプテンを2021年4月まで務めた。delaの結成当時の初期メンバー。端正な顔と持ち前のガッツでアイドル活動の他にモデル、女優、広報大使、レースクイーン、地元タレントとしてマルチな活動を見せる。
2017年には名古屋まつり史上初めてアイドルから千姫役に抜擢され話題に。 また、delaとしては名古屋観光文化交流特命大使を受任し、海外文化交流や松坂屋名古屋店公式応援サポーター就任など地元でも著名企業と続々タイアップ。
2018年1月には、delaのサウンドプロデューサーで、数多くのアーティストへの楽曲提供を行っている近藤薫のプロデュースで、1stソロシングルをリリース。
現在、メ～テレ（名古屋テレビ）『しりたい嬢』、FM愛知『沢井里奈のさわやか＃さわーたいむ』、『FOOD STYLE NAVIGATION』、スターキャット『ドラゴンズ・ナビゲート』、CBCラジオ『飛島マリンpresents 原田聡と沢井里奈のvast ocean』にレギュラー出演中。実績として、delaの冠番組 CBCラジオ『delaの今夜もけったこぐ!』、東海ラジオ『dela ding dong!』など、東海地方を中心にテレビ、ラジオ、CM、雑誌に多数出演。 2018年から2人ユニット『キヨサワセイナ』、ソロアーティスト『沢井里奈』としてもCDデビュー、LIVE出演をする。

## イメージキャラクター
- 飛島マリンイメージキャラクター
- 第63回名古屋まつり郷土英傑行列・千姫役
- 三州瓦公式応援サポーター[4]
- 名古屋観光文化交流特命大使
- 松坂屋名古屋店公式応援サポーター
- 三洋堂書店イメージキャラクター
- 中部国際空港（セントレア）応援サポーター
- ホノルル・レインボー駅伝2016オフィシャル応援団
- 名古屋市消防局公認広報アイドル
- 2016RENGOキャンペーン「クラシノソコアゲ応援団」特別団員
- 駐名古屋 大韓民国総領事館広報サポーターズ
- 名古屋市消防団サポーター
- めざせ！3つ星ポリスキャンペーン 3つ星ポリスガール[5]
- 愛知県知事選挙啓発事業メインキャンペーンキャラクター
- 国土交通省中部地方整備局広報モデル
- 愛知県交通安全キャンペーンメインキャラクター
- 新舞子レインボーサマー2015公式イメージアイドル
- 第67回日本選手権競輪GI応援サポーター
- 公益社団法人名古屋青年会議所年間サポーター
- レオパレス21「レオナビ!」イメージキャラクター
- 浦和大学イメージモデル
- エスカ地下街 秋のサンクスフェスタイメージキャラクター

## 経歴
- 陸上400mハードルで名北大会優勝、東海大会出場を果たした。
- 学生時代は6年間バスケットボール部に所属[6]。
- 2012年、OS☆Uを立ち上げた名古屋市の広告会社社長の中村浩一が、生まれ育った名古屋駅の駅西地区（名古屋市中村区）を拠点とするご当地アイドル結成オーディションに応募。全国から615人の応募のなか9人が合格、1期生として選出された[7]。
- 結成当時は正式メンバーではなくリザーブメンバー扱いであった。人一倍の負けず嫌いが買われて翌年に正式メンバーに昇格した。
- アイドル活動の他にモデル、広報大使、レースクイーン、地元タレントとしても活躍。
- 2015年8月、犬塚志乃からdela新キャプテンに就任。
- 2016年3月、愛知淑徳大学卒業[8][9]。
- 2018年6月からは2人ユニット「キヨサワセイナ」としてデビュー。ソロとしてもLIVE出演をしている。
- 2018年9月28日、プロ野球ファイナルシリーズ2018「中日ドラゴンズVS阪神タイガース」戦のナゴヤドームで試合前の国歌独唱を務めた[10][11]。
- 2020年2月、2ndソロシングル『あした、雨があがったら』リリース[12]

## 人物
- 負けず嫌い[6]。
- 好きなものは『歌』『ファッション』『鰹節』『食べる事』『美味しいもの・カフェ巡り』『ショッピング』『音楽・映画鑑賞』『スポーツ観戦』『ピアノ』『ゴルフ(練習中)』[6][13]
- 特技は『人の名前と顔を覚える事』『書道』[6]。2歳上の兄がいる[13][13]。
- 身長162cm、スリーサイズは事務所公表『B80・W59・H84』

## レギュラー
テレビ
- しりたい嬢 （メ〜テレ、ミニ番組・週数回随時放送）
- 新感覚のドラゴンズ応援番組・ドラゴンズナビゲート（キャットチャンネル12他・毎週月曜19時）  ※レギュラーMC

ラジオ
- 沢井里奈のさわやか#さわーたいむ （FM AICHI、土曜日9:30 - ）
- FOOD STYLE NAVIGATION（FM AICHI、水曜日21:00 - ）
- 飛島マリンpresents 原田聡と沢井里奈のVAST OCEAN（CBCラジオ、土曜日27:15 - ）

過去
- 三州瓦presents dela stream（FM AICHI、土曜日18:30 - ）
- dela,ding dong! （東海ラジオ、月曜日20:00 - ）
- delaの今夜もけったこぐ! （CBCラジオ、水曜日24:30 - ）

CM（テレビ・ラジオ）
- 中部電気保安協会

## 単発
テレビ
- 昼まで待てない!（メ〜テレ）
- まるっと!（NHK名古屋放送局）
- まるごと（静岡第一テレビ）
- キテるにハマる!課外授業バナナスクール2（東海テレビ）
- ドラマ「三人兄弟」（メ〜テレ）
- ドラマ・三人兄弟2（メ〜テレ）
- 見れば運気急上昇!?開運バスツアー2（テレビ愛知）
- ドラマ「三都IDOL物語」（北海道テレビ・メ～テレ・九州朝日放送）
- 全力坂（テレビ朝日）
- 巷のリアルTV カミングアウト!（フジテレビ）
- musicる TV（テレビ朝日）
- キャッチ!（中京テレビ）
- 愛知県ラグビー祭 早稲田VS同志社大学（東海テレビ）
- スタイルプラス（東海テレビ）
- 真夜中のおバカ騒ぎ!（TOKYO MX、チバテレ）
- ドラマ・名古屋行き最終列車（メ～テレ）
- 前略、大徳さん（中京テレビ）
- 映画ちゃん（チャンネルNECO）
- めざせ甲子園!つかたこレインボーロード（関西テレビ）
- BOMBER-E（メ〜テレ）
- やすだの歩き方（CBCテレビ）
- 100本魂 (メ～テレ）
- ノブナガ（CBCテレビ）
- ZIP!（日本テレビ、番組内コーナー「チューモク!」）
- なないろDREAM TV (CBCテレビ）
- バラ金最強アイドルへの道 東海地方NO.1ご当地アイドル決定戦 (東海テレビ）
- なるほどプレゼンター!花咲かタイムズ（CBCテレビ）
- 映画なう (テレビ愛知）
- ハピプペポナイト (テレビ愛知）
- 新・おもてなし隊なごや（メ～テレ）
- 美女のミニ惑 (テレビ愛知）
- ミューサタ（フジテレビ)
- G-Rock Party (TOKYO MX)
- Kawaiian TV（TOKYO MX他）
- SPACE SHOWER TV Plus (BS、CS)

CM
- 三州瓦   (ラジオ）
- 全建愛知 (ラジオ）
- 名古屋鉄道「ふぐづくしプラン」
- 名鉄百貨店「スイーツ・フレッシュステーション編」
- 将軍米子店

ラジオ
- 矢野きよ実の朝は矢野流（東海ラジオ)
- 土曜ワイド 広瀬隆のラジオでいこう!（CBCラジオ）
- WOW!（ZIP-FM）
- スポーツクラブメガロス千種（CBCラジオ）
- A-live!（@FM）

## 雑誌
- 週刊ヤングジャンプ -  サキドルエーストーナメントファイナル
- ヤングチャンピオン - 巻頭グラビア[14]
- ミラクルジャンプ - 巻頭グラビア
- H.I.Sグアム観光情報誌「SIRENA」
- 月刊ヤングチャンピオン烈 - 瀬口たかひろの美少女発見！File36
- GALSPARADISE2013 - トップレースクイーン編
- ローカルアイドルパーフェクトガイド customScooterVol.116
- 東海版デートプラス GALSPARADISE2012 - トップレースクイーン編
- アイドル・ソング・クロニクル フリモ - 表紙
- LEONET TIMES -  表紙
- るるぶFREE
- au広告
- 月刊はるる

## 映画
- さよならは5月の風のように（2024年公開予定、刈谷映画倶楽部）

## その他
- Tokyo Street Collection vol.3（Runway MODEL、オープニングアクトLIVE）
- ダイハツ・タント「GO!GO!試乗レポート」
- テレビ朝日ガールズポータルサイト「Daily LoGiRL」
- TOKYO IDOL NET
- 名古屋美少女図鑑
- 名古屋市消防局一日消防官
- 愛知県政リポート「ストップ！地球温暖化」
- Ameba Studio「インスタントジョンソンのかわいこちゃんNEO」
- Ameba Studio「第2回グラビア特番！！夏の陣！」
- 鈴鹿8時間耐久ロードレースレースクイーン「DOGFISHオーテック・スズカ」
- FLASHグラビア争奪バトル#3ファイナリスト 第3位
- 鈴鹿8時間耐久ロードレースレースクイーン「Team・橋下組」
- SUZUKA2＆4レースクイーン「DOGFISHオーテック・スズカ」
- 「劇場版BLOOD-C The Last Dark」名古屋斬り込み隊

## 歌手

### ソロ活動
| タイトル                 | 作詞   | 作曲   | 編曲   |
| ------------------------ | ------ | ------ | ------ |
| 風が運んできたinvitation | 近藤薫 | 近藤薫 | 近藤薫 |
| 愛のうた                 | 近藤薫 | 近藤薫 | 近藤薫 |
| 未来への招待状           | 近藤薫 | 近藤薫 | 近藤薫 |
| 迎えにいくね             | 近藤薫 | 近藤薫 | 近藤薫 |
| あした、雨があがったら   | 近藤薫 | 近藤薫 | 近藤薫 |

### キヨサワセイナ
| タイトル      | 作詞                                | 作曲                                | 編曲                                |
| ------------- | ----------------------------------- | ----------------------------------- | ----------------------------------- |
| 愛の歌        | Daisuke 'DAIS' Miyachi プロデュース | Daisuke 'DAIS' Miyachi プロデュース | Daisuke 'DAIS' Miyachi プロデュース |
| 愛・地球ハグ! | Daisuke 'DAIS' Miyachi プロデュース | Daisuke 'DAIS' Miyachi プロデュース | Daisuke 'DAIS' Miyachi プロデュース |